# Aechmea paniculata
Aechmea paniculata là một loài thực vật có hoa trong họ Bromeliaceae. Loài này được Ruiz & Pav. mô tả khoa học đầu tiên năm 1798.